# 왕 (한국 성씨)
왕(王)씨는 한국 성씨 순위는 82위로 2만명이다. 한국에도 토착 왕씨가 존재한다. 고려 시대 왕건이 고려를 건국하면서 고려의 호족들에게 왕씨성을 하사하였다. 고려 초기 신라 고유의 박씨 또는 김씨 호족에게 왕씨 성을 하사하기 시작하여 고려 시대에는 왕씨 성을 사용하는 사대부가 가장 많아 졌다. 고려가 멸망한 뒤 조선 조정은 왕씨 성을 사용 금지하여, 왕씨 성을 대대적인 숙청을 단행하여 왕족들은 사형에 처해졌다. 그리하여 이때 왕씨들은 왕씨 성을 숨기기 위해 왕자와 한자가 유사한 성이나 타성으로 바꾸거나, 국외 중국, 대만 등으로 이주했다고 한다. 그리하여 왕씨 성은 고려 시대 최고 인구수의 성이었지만, 조선 초기 중반까지는 사용 금지로 거의 존재하지 않는 성씨가 되어 버렸다. 조선 후기 효종 때 왕이문이 선양에서 조선으로 들어오면서 왕씨 성을 사용 금지가 풀리는 계기가 되었고, 정조 때 왕씨 성의 본관이 복원되었다. 고대에는 고구려 기록에 보면 낙랑에 태수 왕광이 있었고, 고구려에 악성 왕산악(王山嶽)이 있었다. 후한서에 보면 한무제가 설치한 낙랑군에 두 명의 왕씨가 있었는데, 왕조는 후한 낙랑 태수 유헌을 제거하고 태수가 된 인물이며, 왕준은 한무제의 명을 받고 왕조의 반란을 진압한 인물이었다. 고려을 개국한 왕건은 할아버지 고려 의조 작제건(作帝建) 이름과 본래 왕씨 성인가에 대한 논란이 있어 왔다. 하지만 고려 당대 정사서나 공식 왕실 족보에는 작제건이란 이름이 등장하지 않고 고려 태조의 할아버지의 이름을 미상(未詳)이라 기술하고 있기 때문에 작제건이란 이름은 실존 인명이 아닐 가능성이 높다. 또한 고려 시대 간행한 사서에 당나라 왕족이라는 이야기는 또 다른 고려 왕족의 성씨 논란을 야기하였다.

## 개성 왕씨
개성 왕씨(開城 王氏)는 고려 왕족의 본관이다. 고려 때 관찬된 정사 편년통록에 의하면 왕건의 증조부 국조는 당나라 선종 아들로 기록하고 있다. 고려 태조 왕건은 국사에 당나라 숙종의 후손으로 기록하였다. 원나라 학자가 원나라에 체류하던 고려 충선왕에게 "고려 태조 왕건의 선조는 숙종에게서 태어났다고 하는데, 당숙종은 유년기에 대궐 밖을 나간 일이 없고, 안록산의 난이 있었던 때에는 영무에서 즉위하여, 조선에 들어가 자식을 둘 수 있습니까?", 물어 보자, 충선왕 신하 민지(閔漬)가 대신 대답하기를 "그것은 고려 국사에 잘못 쓰인 것이고, 고려 왕족은 숙종이 아니고 선종의 후손입니다", 라고 설명하였다. 이후 민지는 편년통록에 당숙종이 아닌 당선종의 후손으로 기록하였다.
개성 왕씨는 조선 초기 이성계에게 탄압을 받아 거의 대부분 멸족하였다. 조선은 왕씨 탄압을 계속하여 시행하다가, 17세기 초 효종이 선양에서 왕이문과 교우를 맺고 조선에 들어오면서 왕씨 탄압 정책이 완화되었다. 18~19세기 조선 정조는 전국에 흩어진 왕씨들을 찾아내 본관을 개성으로 정해 주었다. 18~19세기 왕씨들이 왕건의 후손인가에 대하여 의문을 갖는 학자도 있다. 동일한 시기에 출발한 본관의 인구 비율이 극과 극으로 많고 적은 현상이 근현대 인구 통계에 나타나는데, 유명 본관으로 인구수가 집중되어 통합되는 과정으로 해석된다.
조선왕조실록 태조 5권, 3년(1394 갑술 / 명 홍무(洪武) 27년) 4월 15일(갑신)에서 ~ 4월 26일(을미)의 기사에 다음과 같은 내용이 있다. 윤방경(尹邦慶), 오몽을(吳蒙乙)이 고려 왕씨(王氏)를 강화도 나루에 던졌다. 정남진(鄭南晉), 함부림(咸傅霖)이 강원도 삼척에 이르러 공양왕 일족을 참수하였다. 손흥종(孫興宗), 심효생(沈孝生)이 왕씨(王氏)를 거제 바다에 던졌다. 지방 관청에 명령하여 고려 왕씨(王氏)의 자손을 수색하여 참수하였다. 고려 시대 왕씨(王氏)로 사성(賜姓)이 된 사람에게는 모두 본래 성으로 복성하게 하였다. 중국 왕씨들은 고려 왕조의 후손이 아니더라도 어머니의 성(姓)을 따르게 한다. 왕우(王瑀, 공민왕의 동생)의 삼부자(三父子)는 특별히 용서하여 살려 준다.

## 제남 왕씨
제남 왕씨(濟南王氏)의 시조는 중국 산동성 제남(濟南) 출신 왕이문(王以文)으로, 초명은 왕봉강(王鳳崗)이다. 고조부는 태학사를 지낸 왕훈(王訓), 증조부는 병부상서 왕취화(王翠華), 조부는 순무안찰사도어사 왕집(王楫), 아버지는 이부시랑 왕충추(王忠推)이다. 왕봉강(王鳳崗)은 명나라가 망하자 청나라의 지배를 받기를 거부하고 선양에 체류하던 효종을 따라 조선에 들어와 정착하였다.

## 강릉 왕씨
강릉 왕씨는 고려 태조 (왕건)의 아들 왕유(王裕), 고려 태조에게 왕씨을 사성 받은 김주원의 7대손 왕예(王乂), 명주 호족 왕순식(王順式), 세가지 계통이 있었다. 조선 초기 이성계가 왕씨을 탄압하여 왕건의 후손들은 멸족하였고, 본성이 왕씨가 아닌 강릉 왕씨는 본래 성으로 복성하였다.

## 해주 왕씨
해주 왕씨 시조 왕유(王儒)는 중국 산동성(山東省) 사람으로 고려 태조조 때 고려에 들어와 왕건에게 왕(王)성을 사성 받았다. 그는 왕건을 도와 궁예을 제거하고 고려 개국에 공을 세워서 장순공(章順公)에 봉해졌다. 고려 시대 해주 왕씨로는 왕자지가 있다. 해주 왕씨는 조선 초기 왕씨 사용 금지로 인하여 잠시 소멸했다. 조선 정조가 왕씨를 복원 할 때 여러 왕씨 본관이 다시 생겨 났다.

## 산동 왕씨
산동 왕씨의 본관은 중국 산동성이다.

## 송도 왕씨
송도 왕씨는 인천 송도 차이나타운에 거주하는 화교, 귀화인의 본관이다.

## 화북 왕씨
화북 왕씨의 본관은 중국 화북 지역이다.